# Walter Short
Pour les articles homonymes, voir Short (homonymie).

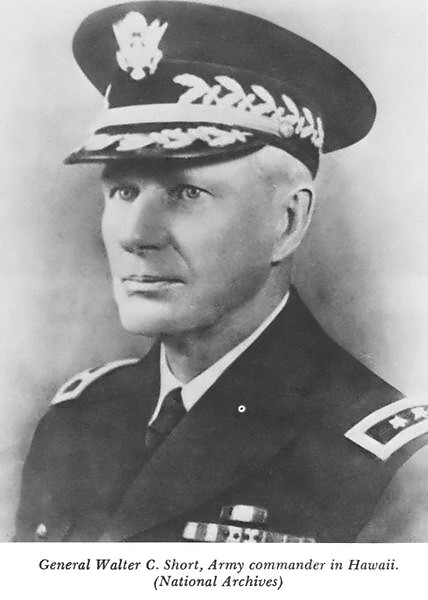
Walter Short

Walter Campbell Short (30 mars 1880 à Fillmore (Illinois) - 9 mars 1949) était un lieutenant général de l'armée américaine et le commandant responsable de la défense de la base de Pearl Harbor pendant l'attaque japonaise du 7 décembre 1941.

## Biographie
À la suite de ce désastre militaire, le chef d'État-major George C. Marshall le rétrograda au rang de major général et lui retira la direction du Département d'Hawaïï.